# La Nuit la plus chaude
Pour plus de détails, voir Fiche technique et Distribution.
La Nuit la plus chaude est un film réalisé par Max Pécas et sorti en 1968.

## Fiche technique
- Titre : La Nuit la plus chaude
- Réalisation : Max Pécas
- Scénario : Max Pécas, Michèle Ressi et Pierre Unia
- Photographie : Robert Lefebvre
- Montage : Nicole Cayatte
- Musique : Louiguy
- Production : Les Films du Griffon
- Pays :  France
- Durée : 90 minutes
- Date de sortie : France - 28 février 1968

## Distribution
- Philippe Lemaire : Max Sorelli
- Donna Michelle : Jenny
- Chantal Deberg : Véra Berger
- Agnès Ball : Nathalie
- Michel Vocoret : l'inspecteur
- Jean-Pierre Dorat : Pierre
- Roland Charbaux : le pharmacien